# Puchar Wysp Owczych w piłce nożnej (1991)
Puchar Wysp Owczych w piłce nożnej mężczyzn 1991 (far. Løgmanssteypið) – 45. edycja rozgrywek mających na celu wyłonienie zdobywcy Pucharu Wysp Owczych. Tytułu bronił klub KÍ Klaksvík, a przejął go B36 Tórshavn.

## Uczestnicy
W Pucharze Wysp Owczych wzięły udział drużyny ze wszystkich poziomów ligowych na archipelagu.
| Grający od rundy eliminacyjnej | |                                      |
| 1. deild 1991 10 drużyn | 2. deild 1991 8 drużyn                                                                                             | 3. deild 1991 3 drużyny              |
| - B36 Tórshavn - B68 Toftir - GÍ Gøta - HB Tórshavn - KÍ Klaksvík - MB Miðvágur - NSÍ Runavík - SÍ Sumba - TB Tvøroyri - VB Vágur | - B71 Sandoy - ÍF Fuglafjørður - ÍF Streymur - LÍF Leirvík - Royn Hvalba - SÍ Sørvágur - SÍF Sandavágur - Skála ÍF | - AB Argir - EB Eiði - Fram Tórshavn |

## Terminarz
| Runda              | Data pierwszego meczu      | Data drugiego meczu | Uwagi                                                     |
| ------------------ | -------------------------- | ------------------- | --------------------------------------------------------- |
| Runda eliminacyjna | 30 marca i 1 kwietnia 1991 | nie rozgrywa się    | Udział rozpoczęły drużyny ze wszystkich poziomów ligowych |
| Ćwierćfinał        | 26 kwietnia 1991           | nie rozgrywa się    |                                                           |
| Półfinał           | 9 maja i 5 czerwca 1991    | 5 i 19 czerwca 1991 |                                                           |
| Finał              | 14 sierpnia 1991           | nie rozgrywa się    |                                                           |

## Runda eliminacyjna

### 1. runda
| Drużyna 1       | Wynik        | Drużyna 2      |
| --------------- | ------------ | -------------- |
| 30 marca 1991   |              |                |
| KÍ Klaksvík     | 1:2          | SÍF Sandavágur |
| ÍF Fuglafjørður | 1:5          | GÍ Gøta        |
| HB Tórshavn     | 6:2          | Royn Hvalba    |
| B68 Toftir      | 1:1 (k. 5:4) | B71 Sandoy     |
| MB Miðvágur     | 1:4          | VB Vágur       |

| 30 marca 1991                      | KÍ Klaksvík         | 1:2 | SÍF Sandavágur                 |                                                               |
|                                    | Karl Marius Poulsen |     | Torkil Nielsen · Ari Thomassen | við Djúpumýrar, Klaksvík Sędzia: Jóhan Carl Dam (HB Tórshavn) |
| Bjarne Olsen · Karl Marius Poulsen |                     |     |                                | við Djúpumýrar, Klaksvík Sędzia: Jóhan Carl Dam (HB Tórshavn) |

| 30 marca 1991 | ÍF Fuglafjørður | 1:5 | GÍ Gøta |                                                                 |
|               |                 |     |         | í Fløtugerði, Fuglafjørður Sędzia: Sjúrður Norðbúð (B68 Toftir) |

| 30 marca 1991        | HB Tórshavn                         | 6:2   | Royn Hvalba                    |                                                                                |
|                      | Petur Slyne · Gunnar Mohr · Jan Dam | (2:0) | Sigmund Olsen · Ingi Mortensen | Gundadalur (ovari vøllur), Tórshavn Sędzia: Baldvin Baldvinsson (B36 Tórshavn) |
| Niels Pauli Jacobsen | Róin Schrøter                       | (2:0) |                                | Gundadalur (ovari vøllur), Tórshavn Sędzia: Baldvin Baldvinsson (B36 Tórshavn) |

| 30 marca 1991 | B68 Toftir                                           | 1:1 (pd.)               | B71 Sandoy        |                                                          |
|               | Stanisław Sroczyński 25'                             | (1:0, 1:1, 1:1, k. 5:4) | Páll á Reynatúgvu | Svangaskarð, Toftir Sędzia: Niklas á Líðarenda (GÍ Gøta) |
|               | Niclas Joensen · Páll á Reynatúgvu · Torbjørn Jensen | (1:0, 1:1, 1:1, k. 5:4) |                   | Svangaskarð, Toftir Sędzia: Niklas á Líðarenda (GÍ Gøta) |

| 30 marca 1991 | MB Miðvágur                    | 1:4   | VB Vágur                                                            |                                                                |
|               | Jens Erik Rasmussen 22'        | (1:1) | 5' Rúni Nolsøe · 65' Jón Pauli Olsen · Pól Thorsteinsson · Búi Dahl | MB-Arena, Miðvágur Sędzia: Hans Henrik Bøttger (Fram Tórshavn) |
|               | Jón Pauli Olsen · Eyðun Kjærbo | (1:1) |                                                                     | MB-Arena, Miðvágur Sędzia: Hans Henrik Bøttger (Fram Tórshavn) |

### 2. runda
| Drużyna 1       | Wynik        | Drużyna 2      |
| --------------- | ------------ | -------------- |
| 1 kwietnia 1991 |              |                |
| Skála ÍF        | 1:0          | SÍF Sandavágur |
| NSÍ Runavík     | 2:2 (k. 4:2) | VB Vágur       |
| LÍF Leirvík     | 0:2          | GÍ Gøta        |
| Fram Tórshavn   | 2:7          | B68 Toftir     |
| B36 Tórshavn    | 10:0         | SÍ Sørvágur    |
| SÍ Sumba        | 3:0          | EB Eiði        |
| AB Argir        | 0:2          | HB Tórshavn    |
| ÍF Streymur     | 1:2          | TB Tvøroyri    |

| 1 kwietnia 1991 | Skála ÍF                      | 1:0   | SÍF Sandavágur |                                                                  |
|                 | Jógvan Óli á Fríðriksmørk 60' | (0:0) |                | undir Mýruhjalla, Skála Sędzia: Herman Midjord (ÍF Fuglafjørður) |

| 1 kwietnia 1991 | NSÍ Runavík                     | 2:2 (pd.)          | VB Vágur                        |                                                           |
|                 | Jack Jacobsen · Johnny Skibenæs | (0:1, 1:1, k. 4:2) | Per Joensen · Pól Thorsteinsson | við Løkin, Runavík Sędzia: Petur Erhard Kjærbo (SÍ Sumba) |
| Árni Midjord    |                                 | (0:1, 1:1, k. 4:2) |                                 | við Løkin, Runavík Sędzia: Petur Erhard Kjærbo (SÍ Sumba) |

| 1 kwietnia 1991 | LÍF Leirvík | 0:2 | GÍ Gøta                                  |                                                             |
|                 |             |     | Símun Petur Justinussen · Anton Skoradal | uppi á Brekku, Leirvík Sędzia: Lassin Isaksen (KÍ Klaksvík) |

| 1 kwietnia 1991 | Fram Tórshavn | 2:7   | B68 Toftir                                      |                                               |
|                 | Jan Olsen     | (1:4) | Aksel Højgaard · Øssur Hansen · Edmund Jacobsen | Tórshavn Sędzia: Birgir Sondum (B36 Tórshavn) |
| Jan Olsen       |               | (1:4) |                                                 | Tórshavn Sędzia: Birgir Sondum (B36 Tórshavn) |

| 1 kwietnia 1991 | B36 Tórshavn                                                                    | 10:0  | SÍ Sørvágur |                                                                          |
|                 | Jákup Símun Simonsen · Jens Kristian Hansen · Tummas Eli Hansen · Kári Reynheim | (2:0) |             | Gundadalur (ovari vøllur), Tórshavn Sędzia: Nemus Djurhuus (HB Tórshavn) |

| 1 kwietnia 1991 | SÍ Sumba                      | 3:0 | EB Eiði |                                                                |
|                 | Marlon Kjærbo · John Eystberg |     |         | á Krossinum, Sumba Sędzia: Jóhan Petur Olgarsson (Royn Hvalba) |

| 1 kwietnia 1991 | AB Argir | 0:2   | HB Tórshavn               |                                                      |
|                 |          | (0:0) | ?' (sam.) ? · Gunnar Mohr | Skansi Arena, Argir Sędzia: Jón Láadal (ÍF Streymur) |

| 1 kwietnia 1991 | ÍF Streymur | 1:2 | TB Tvøroyri |                                                                   |
|                 |             |     |             | við Margáir, Streymnes Sędzia: Valdemar á Løgmansbø (MB Miðvágur) |
| Høgni Djurhuus  |             |     |             |                                                                   |

## Runda finałowa

### Ćwierćfinały
| Drużyna 1        | Wynik   | Drużyna 2    |
| ---------------- | ------- | ------------ |
| 26 kwietnia 1991 |         |              |
| Skála ÍF         | 1:6     | B36 Tórshavn |
| B68 Toftir       | 1:3     | NSÍ Runavík  |
| TB Tvøroyri      | 3:2 pd. | GÍ Gøta      |
| SÍ Sumba         | 2:3 pd. | HB Tórshavn  |

| 26 kwietnia 1991 | Skála ÍF      | 1:6   | B36 Tórshavn                                      |                                                              |
|                  | John Petersen | (0:3) | Kári Gullfoss · Regin Arge · Jens Kristian Hansen | undir Mýruhjalla, Skála Sędzia: Lassin Isaksen (KÍ Klaksvík) |

| 26 kwietnia 1991 | B68 Toftir                                                 | 1:3   | NSÍ Runavík                                 |                                                              |
|                  | Jógvan Martin Olsen 43'                                    | (1:2) | 8' Johnny Skibenæs · 15', 52' Djóni Joensen | Svangaskarð, Toftir Sędzia: Herman Midjord (ÍF Fuglafjørður) |
|                  | ?', 75' Trygvi Mortensen · Símun Danielsen · Hallur Hansen | (1:2) |                                             | Svangaskarð, Toftir Sędzia: Herman Midjord (ÍF Fuglafjørður) |

| 26 kwietnia 1991 | TB Tvøroyri                                            | 3:2 (pd.)  | GÍ Gøta                                     |                                                          |
|                  | Bogi Johannesen · Bent Albinus · Hans Jón Juul Thomsen | (2:0, 2:2) | ?' (k.) Poul Enok Hansen · Rúni Justinussen | Sevmýri, Tvøroyri Sędzia: Petur Erhard Kjærbo (SÍ Sumba) |

| 26 kwietnia 1991 | SÍ Sumba                                  | 2:3 (pd.)  | HB Tórshavn                                           |                                                                |
|                  | Jan Poulsen 30' · Páll Magnar Kjærbæk 35' | (2:1, 2:2) | 15' Ivan Weihe · 89' Andreas Hansen · 97' Gunnar Mohr | á Krossinum, Sumba Sędzia: Jóhan Petur Olgarsson (Royn Hvalba) |

### Półfinały
| Drużyna 1                            | Wynik dwumeczu | Drużyna 2    | Pierwszy mecz | Drugi mecz |
| ------------------------------------ | -------------- | ------------ | ------------- | ---------- |
| HB Tórshavn                          | 2 – 2 (k. 3:2) | TB Tvøroyri  | 1:1           | 1:1        |
| NSÍ Runavík                          | 1 – 2          | B36 Tórshavn | 1:0           | 0:2        |
| Po lewej gospodarz pierwszego meczu. |                |              |               |            |

#### Pierwsze mecze
| 9 maja 1991 | HB Tórshavn     | 1:1   | TB Tvøroyri       |                                                                                |
|             | Gunnar Mohr 40' | (1:1) | 6' Henrik Thomsen | Gundadalur (ovari vøllur), Tórshavn Sędzia: Baldvin Baldvinsson (B36 Tórshavn) |

| 5 czerwca 1991 | NSÍ Runavík       | 1:0   | B36 Tórshavn |                                                             |
|                | Jan Jørgensen 68' | (0:0) |              | við Løkin, Runavík Sędzia: Herman Midjord (ÍF Fuglafjørður) |

#### Rewanże
| 5 czerwca 1991                       | TB Tvøroyri     | 1:1 (pd.)                       | HB Tórshavn |                                                   |
|                                      | Tórður Holm 88' | (0:1, 1:1, 1:1, k. 2:3)         | Gunnar Mohr | Sevmýri, Tvøroyri Sędzia: Preben Olsen (VB Vágur) |
| · Rolf Christiansen · Oluf Mortensen | Rzuty karne     | · Bogi Dam · Uni Arge · Jan Dam |             | Sevmýri, Tvøroyri Sędzia: Preben Olsen (VB Vágur) |

| 19 czerwca 1991                 | B36 Tórshavn                                     | 2:0 (pd.)       | NSÍ Runavík |                                                                          |
|                                 | Sámal Hansen 90' · Regin Arge 120'               | (0:0, 1:0, 1:0) |             | Gundadalur (ovari vøllur), Tórshavn Sędzia: Nemus Djurhuus (HB Tórshavn) |
| Bergur Magnussen · Sámal Hansen | Tummas Magnussen · Djóni Joensen · Jack Jacobsen | (0:0, 1:0, 1:0) |             | Gundadalur (ovari vøllur), Tórshavn Sędzia: Nemus Djurhuus (HB Tórshavn) |

### Finał
| 14 sierpnia 1991 | B36 Tórshavn · Bergur Magnussen                                           | 1:0(1:0)Raport | HB Tórshavn       | Gundadalur (ovari vøllur), Tórshavn Sędzia: Niklas á Líðarenda (GÍ Gøta) |
|                  | kartki: · Dánjal Petur Johansen · Sofus Clementsen · Jákup Símun Simonsen |                | kartki: · Jan Dam |                                                                          |

|                |    |                       |
|                |    |                       |
| BR             | 12 | Egin Høgnesen         |
| OB             | 2  | Dánjal Petur Johansen |
| OB             | 3  | Tummas Eli Hansen (C) |
| OB             | 4  | Sofus Clementsen      |
| OB             | 5  | Petur Amon Dalbø      |
| OB             | 6  | Karl Arni Egholm      |
| PO             | 8  | Jens Kristian Hansen  |
| PO             | 10 | Kári Reynheim         |
| PO             | 14 | Jákup Símun Simonsen  |
| NA             | 9  | Kári Gullfoss         |
| NA             | 16 | Bergur Magnussen      |
| Rezerwowi:     |    |                       |
| BR             | 1  | Finnur Andreassen     |
| OB             | 13 | Bogi Jacobsen         |
| NA             | 11 | Rógvi Thorsteinsson   |
| NA             | 15 | Regin Arge            |
| ??             | 17 | Óla Jákup Dalsgarð    |
| Trener:        |    |                       |
| Petur Simonsen |    |                       |

|                |    |                        |
|                |    |                        |
| BR             | 1  | Kaj Leo Johannesen (C) |
| OB             | 2  | Grímur Vang            |
| OB             | 4  | Jan Dam                |
| OB             | 5  | Niels Pauli Jacobsen   |
| OB             | 8  | Niels Suni Poulsen     |
| PO             | 7  | Ingi Rasmussen         |
| PO             | 9  | Leivur Holm            |
| PO             | 11 | Bogi Dam               |
| PO             | 13 | Rói Árting             |
| NA             | 10 | Gunnar Mohr            |
| NA             | 15 | Uni Arge               |
| Rezerwowi:     |    |                        |
| PO             | 3  | Sámal Erik Hentze      |
| PO             | 14 | Petur Slyne            |
| NA             | 6  | Eyðun Samuelsen        |
| Trener:        |    |                        |
| Jógvan Norðbúð |    |                        |

| Zdobywca Pucharu Wysp Owczych 1991 |
| B36 Tórshavn 2. tytuł              |
| ---------------------------------- |